# Bicorne
Ne doit pas être confondu avec Le Bicorne.
 (février 2025).

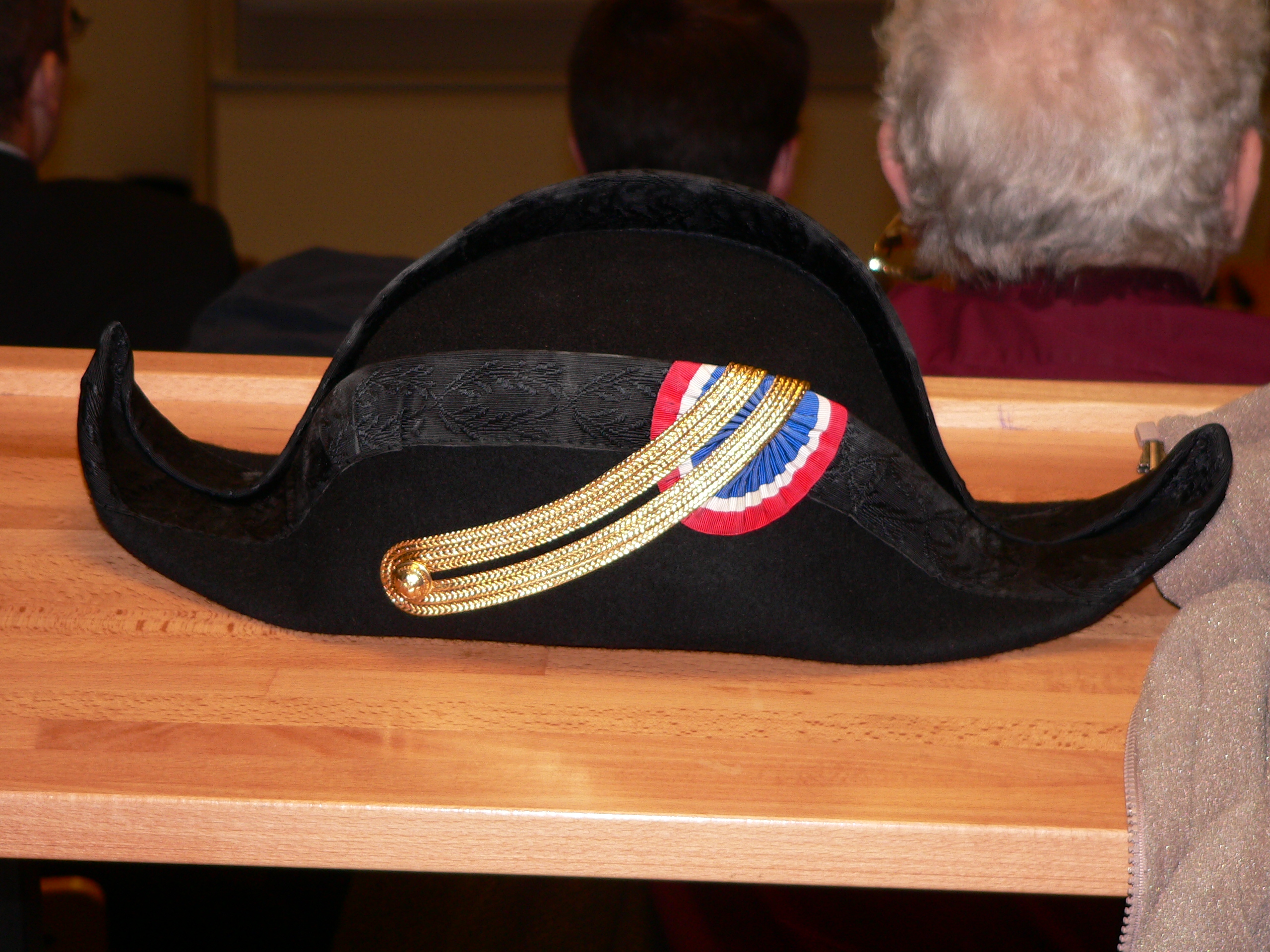
Exemple de bicorne de l'École polytechnique.

Le bicorne désigne, de manière générale, tout chapeau à deux pointes appelées cornes. Il avait été conçu originellement pour être un couvre-chef équestre.
Il a été le couvre-chef masculin standard du XVIIIe siècle. Il a supplanté le tricorne dans les années 1770 par commodité. À l'époque, les perruques étaient si hautes qu'un chapeau n'y tenait pas. Par sa forme plate, le bicorne pouvait se tenir à la main, d'où son surnom de chapeau bras. Et il sera lui-même supplanté par le haut-de-forme au XIXe siècle.
Il a fait partie de l'uniforme des officiers dans de nombreux pays du XVIIIe siècle jusqu'au XXe siècle.
De nos jours, en France, il désigne soit le couvre-chef des membres de l'Académie française, soit celui propre aux élèves de l'École polytechnique. En Suisse, il est porté par les huissiers de la Confédération et des cantons.

## Historique

### Bicorne de NapoléonIer

Napoléon Bonaparte.

L'image du bicorne est souvent associée à Napoléon Ier. Son usage a cependant été institué pendant la Révolution française pour les militaires, et les officiers et une partie des hommes de troupe portaient le bicorne pendant le régime napoléonien.

### Le bicorne anciennement porté dans l'armée française
La Révolution française adopte le bicorne avec la cocarde, la carotte (pompon rouge) et la ganse jaune. En effet, pendant la guerre de la révolution, l’infanterie française substitue au chapeau à trois cornes (tricorne) le bicorne qu’elle porte non comme le prescrit l'ordonnance mais avec l'une de ses cornes en avant. Ceci a l’avantage de faciliter le maniement de l’arme.
Le chapeau est en feutre (étoffe de laine foulée). Sur le bord supérieur gauche, une ganse en galon est cousue et fixée en bas par un bouton d’uniforme avec le chiffre du régiment. La ganse maintient une cocarde surmontée d’un plumet, pompon ou carotte, lequel est de couleur rouge pour les grenadiers.
Plus tard, l’apparence du chapeau et son port varient selon le temps et la mode. Toutefois, il semble que le soldat le mette généralement « en bataille », c’est-à-dire en travers ou parallèle aux épaule, à la différence des officiers qui le portent « en colonne » , c’est-à-dire perpendiculairement aux épaules, les deux pointes en avant et en arrière. Napoléon le porte « en bataille », comme ses hommes de troupe,.
Son service prend fin dans l’armée en 1806, lorsqu’on le remplace par le schako ou le bonnet à poil. Seuls l’état-major, l’administration, les généraux, les maréchaux et les officiers qui ne sont pas de service continuent à le porter.

#### État des dimensions à la suite de l’arrêté des Consuls de la République du 9 Thermidor an VIII, (27 juillet 1799)
Chapeau d’infanterie. Coiffure : La forme, de 115 mm (4 pouces 3 lignes) de profondeur ; 162 mm (6 pouces), dans les cornes ; 162 mm (6 pouces) du devant ; 174 mm (6 pouces 5 lignes) sur le derrière ; coiffe en toile grise, avec un cuir par devant, de 176 mm (6 pouces ½), de long sur 54 mm (2 pouces), de large ; ganse en galon de laine jaune, de 11 mm (5 lignes) de large ; bouton jaune au numéro du corps ; bord en laine bien frappé, de 20 mm (9 lignes) de large, à cheval sur le feutre ; (4 Fr 80).

#### La cocarde

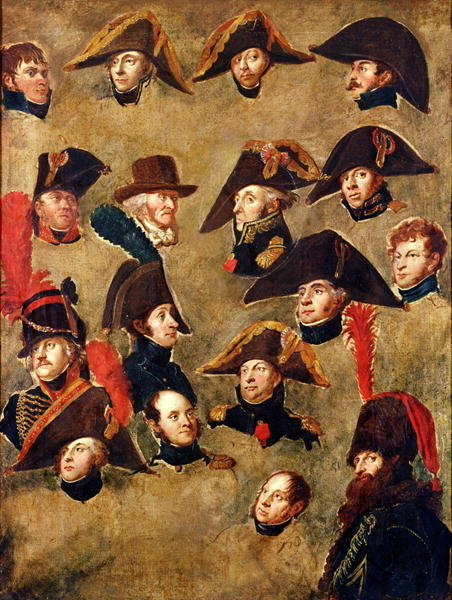
Van der Puyl Généraux du camp de Boulogne étude montrant divers bicornes avec leur cocarde.

La cocarde était une petite bande d'étoffe plissée qui se mettait sous la ganse du chapeau. On écartait les plis sur les bords, ce qui lui donnait l'aspect d'un papillon. En écartant davantage les plis, elle devenait circulaire ; c'est la forme qu'on lui a définitivement donnée. On la faisait en basin, en tissu de poil de chèvre.

Blanche jusqu'en 1790 et pendant la Restauration, elle a été tricolore sous la République, l'Empire, et la monarchie de juillet, avec des différentes dispositions pour les couleurs.
Sur une annonce de mise en vente de la cocarde nationale, acceptée par M. le marquis de Lafayette le 17 décembre 1789, on lit que son relief est blanc sur fond bleu entouré de rouge.
On trouve sous la république la cocarde présentant un disque bleu entouré d'un fond blanc sur lequel se trouve un mince anneau rouge.
Sous l'Empire, le ministre rappelle aux chefs de corps que la cocarde ne doit pas cesser d'avoir le bleu au centre et le blanc à la circonférence, le rouge entre les deux. Aussi en 1814, il a suffi de cacher le centre par une pièce blanche pour que la cocarde paraisse entièrement blanche ; en 1815, au retour de l'Empereur, l'enlèvement de cette pièce a rétabli immédiatement la cocarde tricolore.
Le diamètre des cocardes a été en millimètres : En 1786 : sur le chapeau : 95 mm

#### La Ganse
On appelle ganse un bout de cordon, de galon ou de tresse dont les deux extrémités sont cousues sur le haut de la forme du chapeau ; la boucle qui en résulte se rabat par-dessus le bord relevé et embrasse un bouton cousu sur cette aile qui se trouve ainsi fixée.

Sous la ganse on passe la cocarde. Le tout est placé par devant, un peu à gauche.

## Bicorne de l'École polytechnique

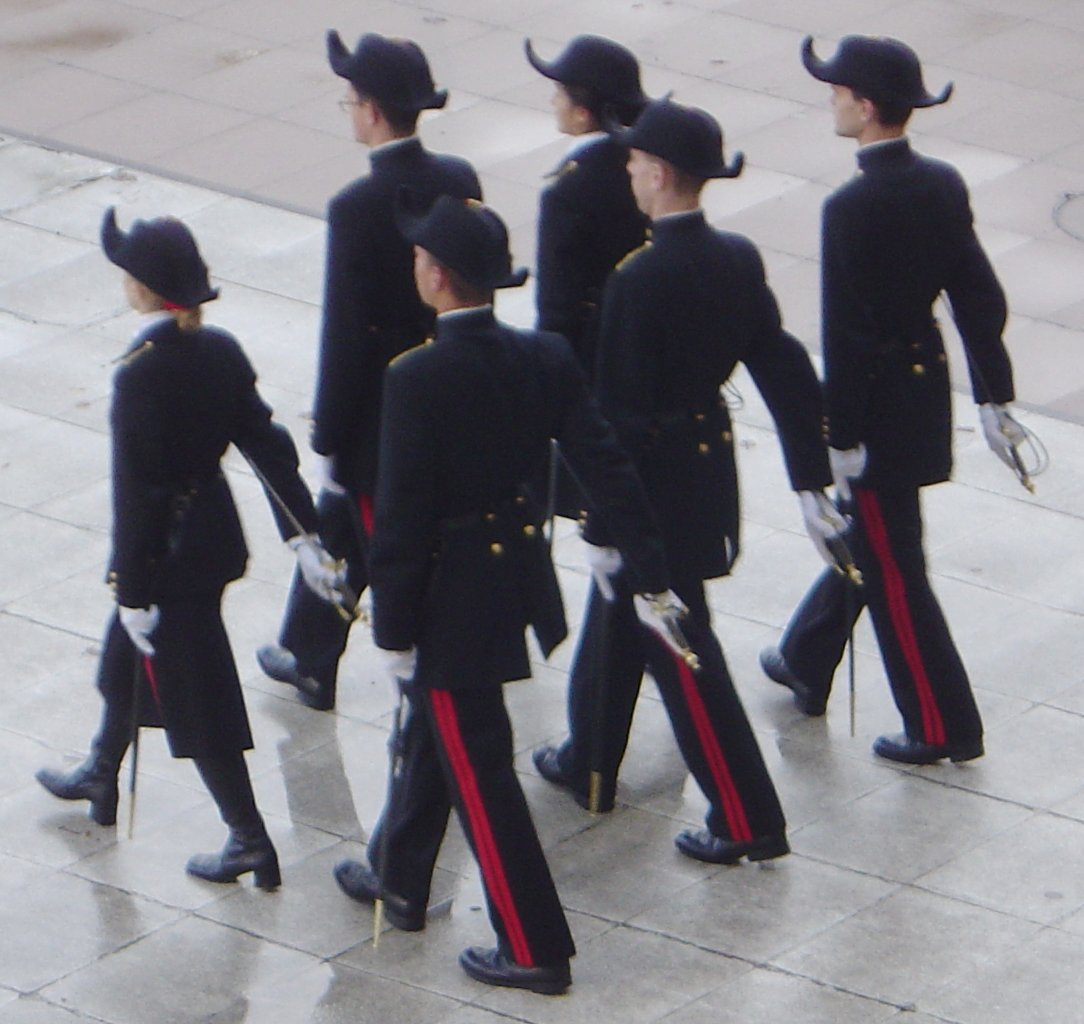
Le bicorne, élément du grand uniforme, est porté pour les grandes occasions. Ici, la garde au drapeau de la promotion 2002 répète une cérémonie.

Tous les élèves du cycle ingénieur polytechnicien de l'École polytechnique, de toutes nationalités, reçoivent le bicorne pendant leur scolarité à l'occasion d'une cérémonie traditionnelle dans les locaux de l'ancienne École à Paris. Le bicorne symbolise l'appartenance à la communauté polytechnicienne, bien qu'il soit parfois donné à certaines personnalités visitant l'École, ou ayant travaillé à l'École.
Porté avec le grand uniforme, il se place à l’inverse du chapeau de Napoléon, les cornes devant et derrière et non sur les côtés (c’est-à-dire "en colonne"). Une cocarde tricolore, sous un double galon lézardé or posé en biais (la ganse), orne le côté droit.
Lors de l’intégration des premières filles en 1972, un grand uniforme avec tricorne est dessiné pour elles. Mais, sous l'impulsion de la promotion 1994, le tricorne disparut au profit du bicorne. Tous les élèves du cycle ingénieur polytechnicien sans exception portent donc maintenant le bicorne.

## Bicorne de l'Académie française
À l'Académie française, le bicorne fait partie de l'habit vert traditionnel que les académiciens portent, avec la cape, et l'épée.

## Autres pays

### Belgique
À Malmedy, dans l'est de la Belgique, on retrouve le bicorne dans la composition de certains costumes du carnaval de Malmedy (Cwarmê). Même si la présence française dans cette région fut assez brève (1795-1815), certaines traces de ce passage sont encore visibles aujourd'hui. La caractéristique la plus marquante est le port du bicorne par les Haguètes et de les Grosses Polices, personnages traditionnels du carnaval de Malmedy. Le bicorne est muni de plumes pour le premier costume, il est simplement posé en travers pour le deuxième. Ils comportent chacun une cocarde aux couleurs de Malmedy.

### Le bicorne porté dans de multiples pays

Bicornes portés à travers le monde
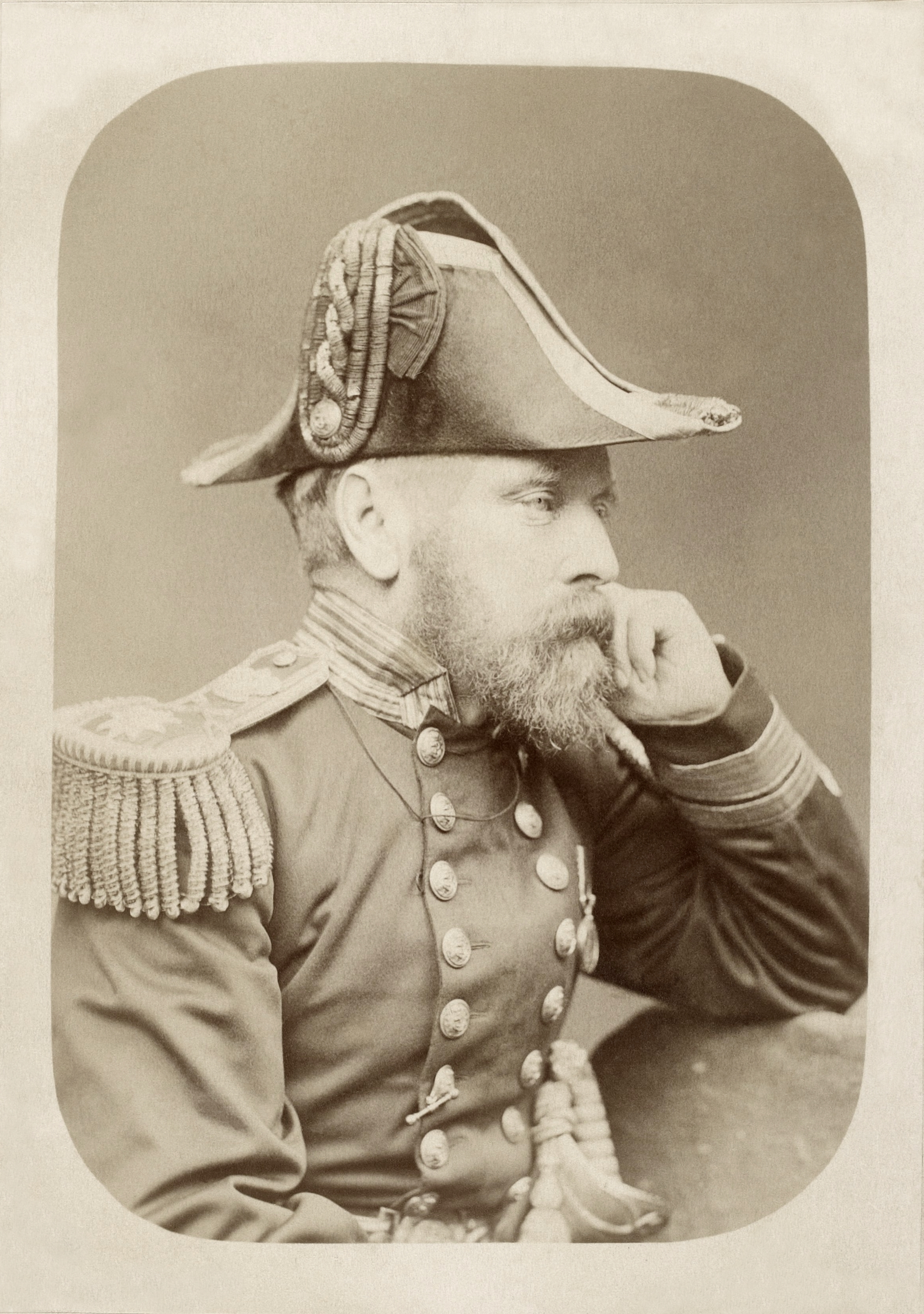
John Moresby (1830-1922), officier de marine britannique.
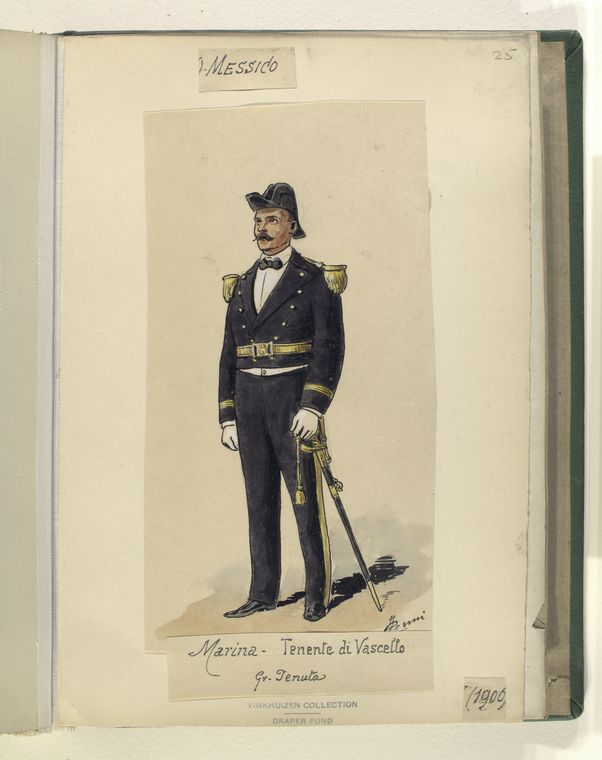
Bicorne de Lieutenant de Vaisseau ; Mexique.
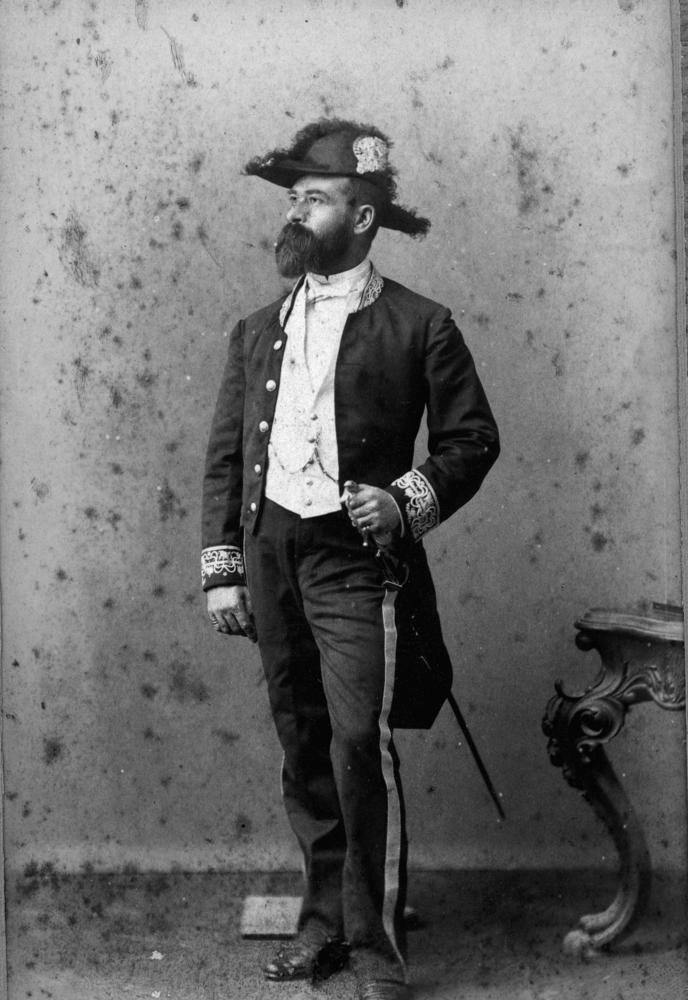
Consul d'Italie (1876).
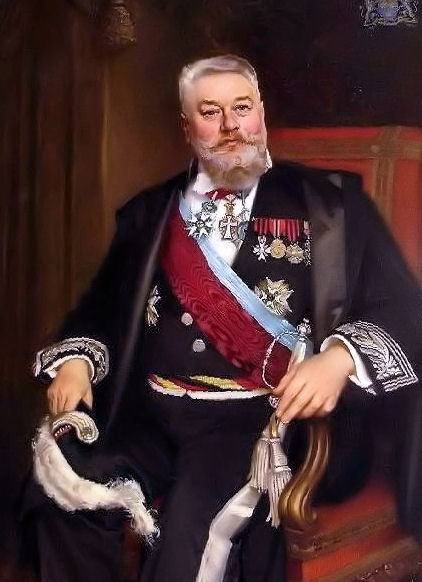
Émile Braun, bourgmestre de Gand, Belgique (1895-1921).
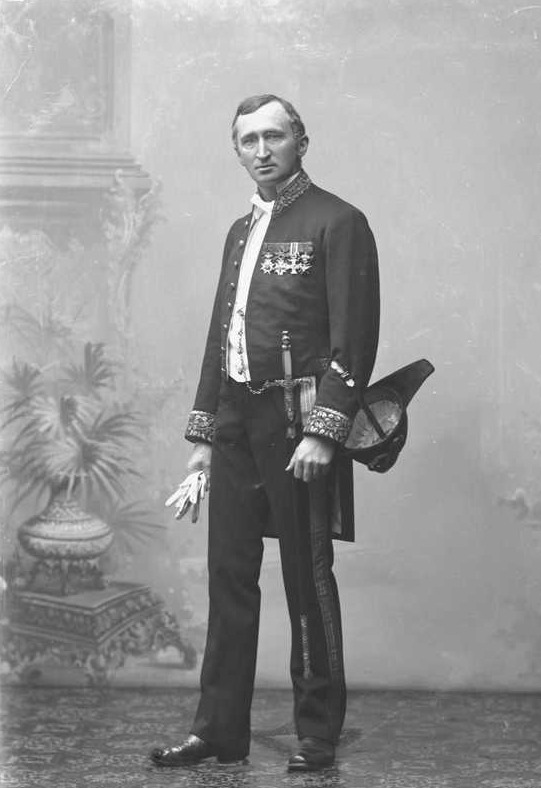
Théodore Egeberg, médecin norvégien (1898).
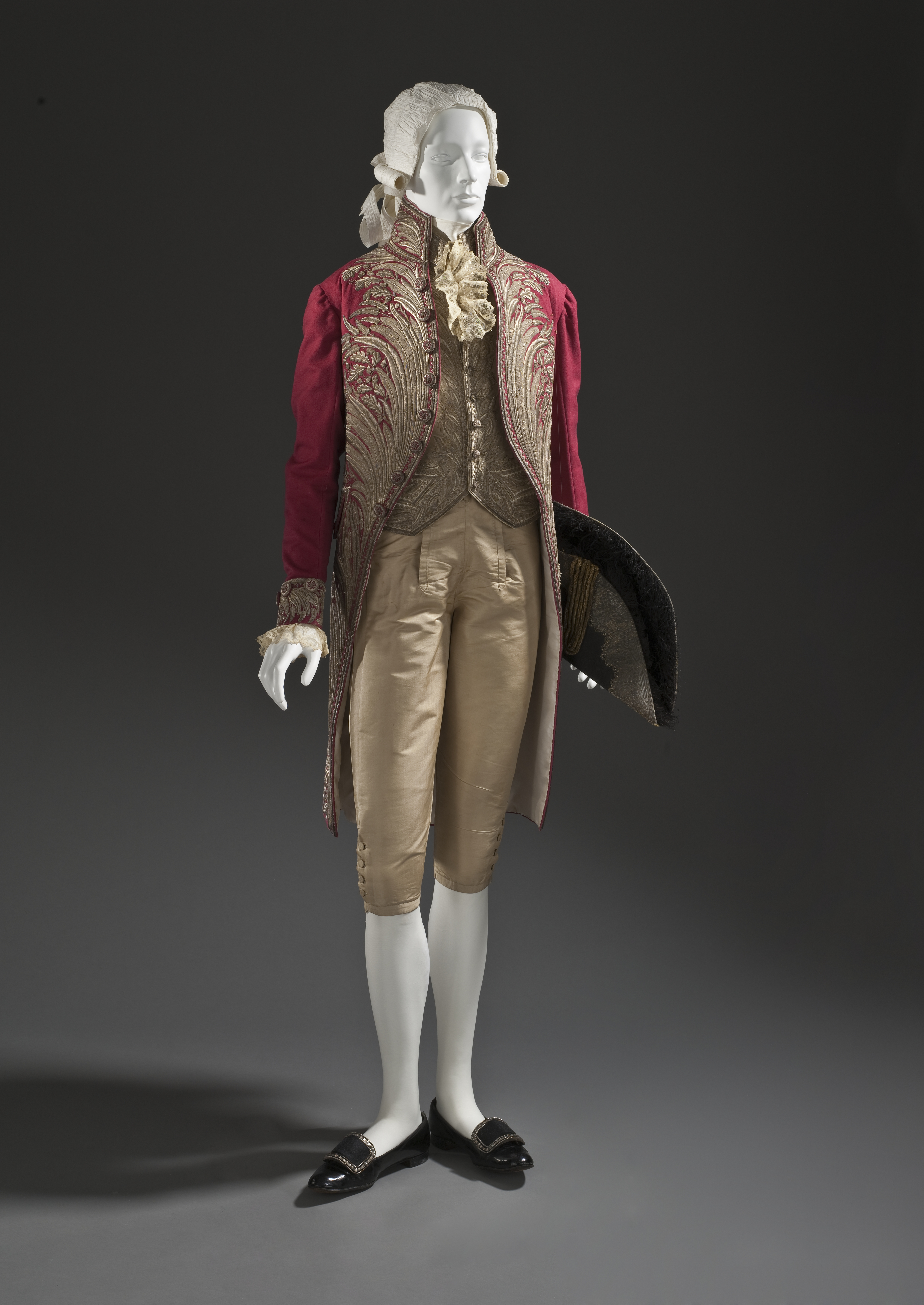
Habit de Cour, Italie vers 1800.